# Marko Hietala
Marco Hietala (født 14. januar 1966) er en finsk heavy metal sanger, bassist og sangskriver. Han er bedst kendt internationalt som den tidligere bassist og mandlige forsanger samt sekundære komponist efter Tuomas Holopainen i det symfoniske rockband band Nightwish, hvor han var medlem fra 2001-2021. Han har også været forsanger og bassist, samt komponist og tekstforfatter i heavy metalbandet Tarot.
Han har også været medlem af supergruppen Northern Kings, og spillet en af hovedrollerne på Ayreons album The Theory of Everything (2013).

## Liv og karriere
Marco Hietala er den ældste i Nightwish. Da han fyldte 20 år, begyndte han at spille bas,[kilde mangler] og har gjort det lige siden. Han har spillet i mange bands bl.a. Tarot, Sinergy, Metal Gods og Conquest. Han kom ind i Nightwish i 2001, efter at Sami var blevet smidt ud, og det er også Marco der synger back-up vokalerne. Hans hobbyer er science fiction-, fantasy- og gyserbøger, computerspil og film.[kilde mangler] Hans favorit musikgrupper er Black Sabbath, Deep Purple, Rainbow, Soundgarden og Pantera.[kilde mangler] Hans yndlingssang er "Gates of Babylon" af Rainbow.[kilde mangler] Hans yndlingssæson er sommeren, og hans livsfilosofi er 'Perkele' (som på finsk betyder 'for helvede', 'djævlens'). For tiden bor han i Helsinki.

## Diskografi
Solo
- Mustan Sydämen Rovio – 2019 (genudgivet på engelsk i 2020 som Pyre of the Black Heart)

Nightwish
- Century Child – 2002
- Once – 2004
- Dark Passion Play – 2007
- Imaginaerum – 2011
- Endless Forms Most Beautiful – 2015
- Human. :II: Nature. – 2020

Tarot
Northern Kings
- Reborn – 2007
- Rethroned – 2008

Sapattivuosi
- Ihmisen merkki – 2009

Sinergy
- To Hell and Back – 2000
- Suicide by My Side – 2002

Raskasta joulua
- Raskasta Joulua – 2004
- Raskaampaa joulua – 2006
- Raskasta Joulua – 2013[3]
- Ragnarok Juletide – 2014
- Raskasta Joulua 2 – 2014

Conquest
- Worlds Apart – 1999
- Slave to the Power: The Iron Maiden Tribute – 2000 (på sangen "The Evil That Men Do")

### Gæsteoptræden/sessionsmusiker
1990
- Warmath – Gehenna – (baggrundsvokal, keyboards)

1999
- To/Die/For – All Eternity – (baggrundsvokal)

2001
- Gandalf – Rock Hell – (baggrundsvokal)
- To/Die/For – Epilogue – (baggrundsvokal)

2002
- Dreamtale – Beyond Reality – (vokal på "Heart's Desire" og "Where the Rainbow Ends")
- Virtuocity – Secret Visions – (vokal på "Eye for an Eye" og "Speed of Light")

2003
- Aina – Days of Rising Doom – (vokal)
- Altaria – Invitation – (baggrundsvokal)
- Charon – The Dying Daylights – (baggrundsvokal)
- Evemaster – Wither – (vokal på "Wings of Darkness (Tarot cover)")

2004
- Shade Empire – Sinthetic – (vokal på "Human Sculpture")
- Timo Rautiainen & Trio Niskalaukaus – Kylmä tila (vokal på "Älkää selvittäkö" og "Samarialainen")

2005
- Turmion Kätilöt – Niuva 20 – (baggrundsvokal på "Stormbringer (Deep Purple cover)")

2006
- After Forever – Mea Culpa – (vokal på singleversionen af "Face Your Demons")
- Amorphis – Eclipse – (baggrundsvokal)
- Defuse – Defuse – (vokal på "DIB")
- Delain – Lucidity – (vokal på fem numre, basguitar)
- Eternal Tears of Sorrow – Before the Bleeding Sun – (baggrundsvokal)
- Stoner Kings – Fuck the World – (baggrundsvokal)
- Verjnuarmu – Muanpiällinen Helevetti – (baggrundsvokal)

2007
- Amorphis – Silent Waters – (baggrundsvokal)
- Nuclear Blast All-Stars: Into the Light – (vokal på "Inner Sanctuary")
- Machine Men – Circus of Fools – (vokal på "The Cardinal Point")

2008
- Ebony Ark – Decoder 2.0 – (vokal på fem numre)

2009
- Amorphis – Skyforger – (baggrundsvokal)
- Delain – April Rain – (vokal på "Control the Storm" & "Nothing Left")
- Marenne – The Past Prelude – (baggrundsvokal vocals)
- Elias Viljanen – Fire-Hearted – (vokal på "Last Breath of Love")
- Turmion Kätilöt – Lentävä KalPan Ukko – (baggrundsvokal)
- Turmion Kätilöt – Verkko Heiluu – (baggrundsvokal

2010
- Erja Lyytinen – Voracious Love – (vokal på "Bed of Roses")

2011
- Grönholm – Silent Out Loud – (Vokal på ″Vanity″)

2012
- Delain – We Are the Others – (vokal på to bonus livenumre på Digipak version)

2013
- A2Z – Parasites of Paradise – (akustisk guitar på "Nightcrawler", "Caterpillar" og "Praying Mantis")
- Ayreon – The Theory of Everything – (vokal)
- Turmion Kätilöt – Technodiktator – (baggrundsvokal på "Jalopiina")
- Lazy Bonez – Vol.1 – (duet med Udo Dirkschneider på First to Go – Last to Know)

2014
- Delain – The Human Contradiction – (vokal på "Your Body Is a Battleground" og "Sing to Me")

2016
- Avantasia – Ghostlights – (vokal på "Master of the Pendulum")

2018
- Ayreon – Ayreon Universe – The Best of Ayreon Live – (vokal)
- Dark Sarah – The Golden Moth – (vokal på "The Gods Speak")

2019
- Delain – Hunter's Moon – (vokal på livenumre)

2020
- Jupiterium – 'King of Spades', hyldest til Lemmy – (vokal)[4]

2021
- Therion – Leviathan – (vokal på "Tuonela")
- Circus of Rock – Come One, Come All – (vokal på Sheriff of Ghost)

### I studiet
Amorphis
- Far from the Sun (2003) – producer
- Eclipse (2006) – producer
- Silent Waters (2007) – producer
- Skyforger (2009) – producer
- The Beginning of Times (2011) – producer

Conquest
- Worlds Apart (1999) – engineering

Nightwish
- Imaginaerum (2011) – engineering
- Showtime, Storytime (2013) – mixing

Tarot
- To Live Forever (1993) – producer
- Stigmata (1995) – producer
- For the Glory of Nothing (1998) – engineering
- Suffer Our Pleasures (2003) – producer
- Crows Fly Black (2006) – producer
- Gravity of Light (2010) – producer

Warmath
- Gehenna (1990) – producer
- Damnation Play (1991) – producer